# Немецкая кирка (Петрозаводск)

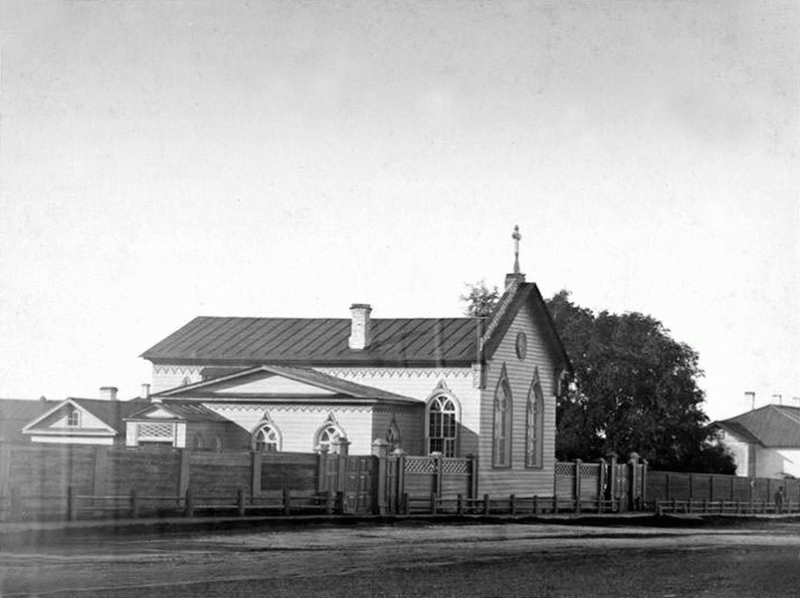
Начало 1900-х годов

Немецкая кирка — лютеранская церковь в Петрозаводске. Здание церкви расположено на улице Герцена, 10.

## История
В 1865 году петрозаводская община евангелическо-лютеранского прихода Олонецкой губернии, насчитывавшая около 100 человек, в основном, финнов, подала прошение Олонецкому губернатору Ю. К. Арсеньеву о строительстве новой лютеранской церкви.
По просьбе губернских властей, руководство Олонецких горных заводов (горный начальник, лютеранин по вероисповеданию, Николай Фелькнер) предоставило для строительства церкви земельный участок (часть сада Горного начальника, примыкающую к Древлянской и Английской улицам), а также бесплатно обеспечило брёвнами строительство здания.
Строительство «немецкой кирки» началось в 1869 году по проекту петрозаводских архитекторов Михаила Ивановича Маркова и Павла Созонова.
К 1871 году основные строительные работы были завершены, однако строительное отделение канцелярии Олонецкого губернатора не разрешало открывать церковь до завершения работ по внешнему благоустройству.
19 января 1872 года Олонецкий губернский председатель церковного совета евангельско-лютеранского прихода города Петрозаводска представил на утверждение «дополнительные планы и фасады надворным постройкам и забору», составленный инженером-технологом Созоновым. На выполнение новых строительных работ ушло более года — за это время построены караульный дом, дровяной сарай, обустроены лицевые и внутренние заборы, оборудованы палисады и тротуары.
Освящение кирхи состоялось 5 августа 1873 года. На освящение кирхи из Санкт-Петербурга прибыл генерал-суперинтендант Фроман. Присутствовали также финский обер-пастор Эквист, местный пастор Бакман и олонецкий губернатор.
В 1889 году кирха сгорела из-за неисправности дымохода.
1 августа 1890 года было подано прошение о постройке нового молитвенного дома. В феврале 1890 года губернское строительное отделение утвердило прежний проект, на восстановление церкви выделен лес. Единственными изменениями в возрождаемом здании стали иные украшения фасада, конструкции печей. В 1891 году здание было восстановлено. Справа от дома сооружён домик пастора.
К началу XX века в кирхе появилась фисгармония. Аккомпанировали пению псалмов два органиста: П. Вальюс и А. Штегер.
В мае 1914 года пастор церкви Оскар Линдберг покинул Петрозаводск, после чего в городе не было постоянного пастора.
После провозглашения независимости Финляндии численность лютеранской общины сильно уменьшилась, в начале 1920-х годов начались гонения на верующих, здание кирхи и имущество общины передано государству.
27 ноября 1922 года Петрозаводский городской Совет рабочих, крестьянских и красноармейских депутатов заключил договор о передаче кирхи приходу «в бессрочное и бесплатное пользование», поставив 14 обязательств прихожан перед Советской властью. На общину была возложена ответственность за сохранение вверенного ей имущества. После данных процедур в кирхе возобновились службы.
В октябре 1923 года Соломенское общество евангельских христиан попросило у Петрозаводского городского Совета рабочих, крестьянских и красноармейских депутатов помещение кирхи для своих собраний. Депутаты горсовета выдали данному обществу разрешение на «совместное использование кирки». В связи с этим, лютеранская община была вынуждена прекратить богослужения. Летом 1924 года евангелисты несколько раз собирались в кирхе «для чтения и разъяснения Евангелия», несмотря на протесты лютеран.
В 1925 году горсовет начал регулярные проверки для составления актов о плохом состоянии помещения кирхи. В марте 1925 года Президиум Центрального Исполнительного Комитета Автономной Карельской Советской Социалистической Республики постановил расторгнуть договор с лютеранской общиной в связи с запущенностью здания. Кирха была передана Совету физической культуры под гимнастический зал.
В марте 1927 года слева от бывшей кирхи началось строительство Дома крестьянина. Из-за того, что оба здания не сочетались по архитектурному стилю, летом 1927 года власти приняли решение перенести здание бывшей кирхи на Большую Закаменскую улицу. При разборе и переносе здания было оговорено, что все поломки исправить за свой счёт обязуется возместить за счёт предприятия «Карелгосстрой», которое занималось данными работами.
В 1930-х годах здание кирхи передали Дому физкультуры и спортивному обществу «Спартак». В 1940 г. здание занимал Октябрьский районный военный комиссариат.
В 1941 году оккупационными властями города кирха была снова открыта, но ненадолго: в 1942 году кирка была открыта в бывшем архиерейском доме.
После освобождения Петрозаводска кирху снова закрыли, передав здание под райвоенкомат. Позднее здание занимали учреждения физической культуры. В 1990-х годах здание бывшей лютеранской церкви пострадало от пожара, но было отремонтировано.
С 1993 года здание занимает муниципальное учреждение культуры — танцевальный клуб «Ритм» Кроме того, в 1990-х годах цокольный этаж бывшей кирхи занимало индивидуальное частное предприятие «Губернатор», затем магазин «Кантри-колор», в 2000-х годах — консультационный центр по недвижимости и компьютерный клуб.